# Dub Bohoušek
Dub Bohoušek je solitérní dub letní (Quercus robur Fastigiata) vysazený na pravém břehu řeky Labe v Nymburce v okrese Nymburk ve Středolabské tabuli ve Středočeském kraji.

## Historie a popis
Dub Bohoušek byl divadelní souborem Hálek Nymburk vysazen dne 3. října 2014 za asistence vedení města. Vysazení proběhlo u příležitosti výročí 100 let od narození českého spisovatele Bohumila Hrabala (1914–1997), který zde žil. Strom zasadil Vít Špinka, který je režisér divadelního spolku Hálek Nymburk. Dub tak získal příznačné jméno Bohoušek - po spisovateli, což je uvedeno i na pamětní desce postavené vedle stromu.

## Další informace
Dub je celoročně volně přístupný. Nachází se také na trase Labské cyklotrasy (2) a EuroVelo 4.

## Galerie

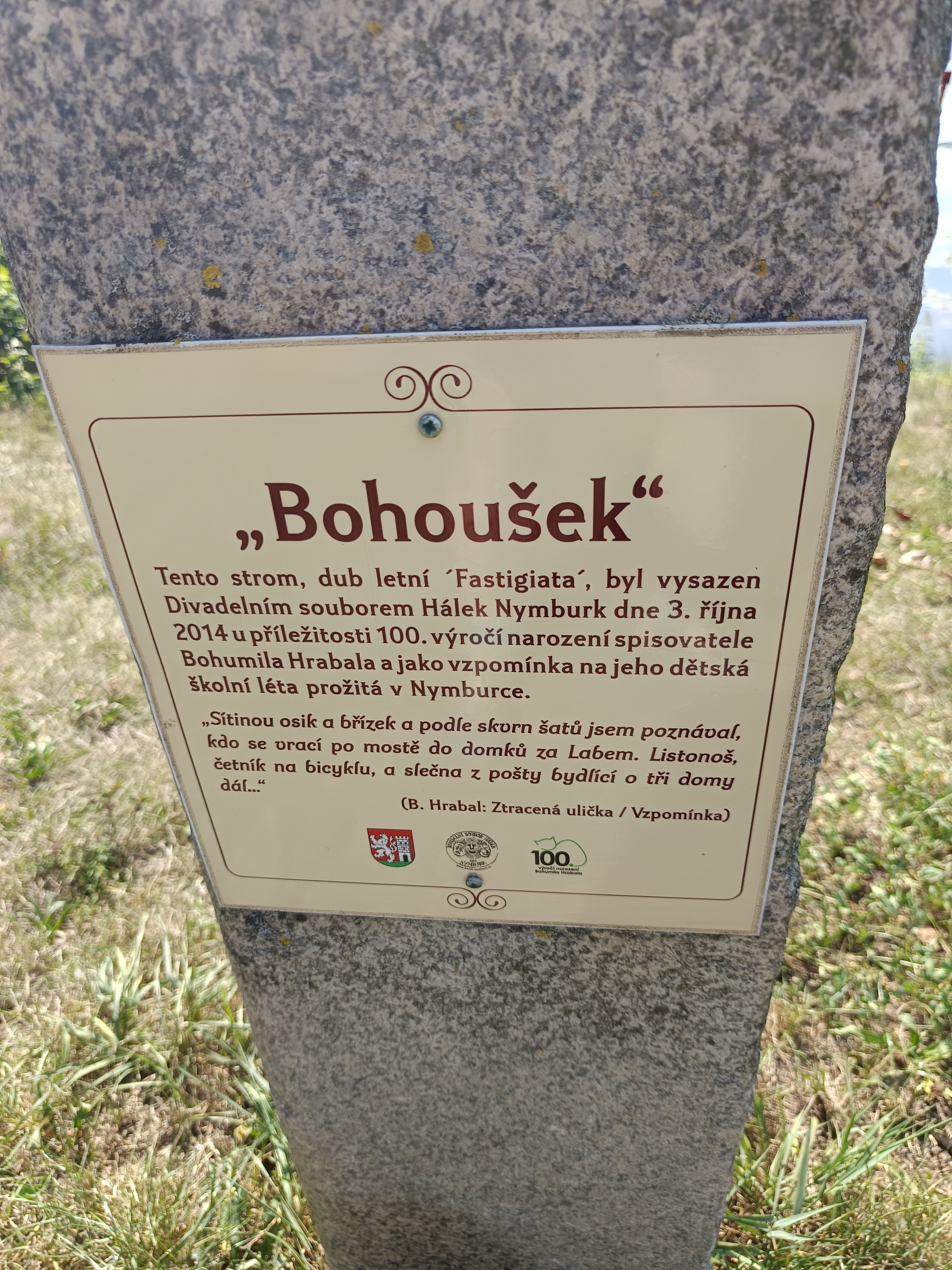
Informační panel u stromu